# Кувадка
Кувадка, также куватка — русская народная тряпичная кукла-оберег, связанная с рождением и защитой младенцев от нечистой силы. Состоит из двух жгутов, меньший из которых (руки), продевается через больший («туловище») ниже «головы»-петли и скрепляются нитками. Ведёт своё происхождение от кувады — обрядовой имитации родов мужем роженицы. После того как обряд потерял своё значение, кувадки стали развешиваться над колыбелью и превратились в забаву для детей, а также оберег для их защиты от нечисти.

## Происхождение
Кувада (от фр. couvade — «высиживание» яиц, от лат. cubare — «лежать») — обрядовая имитация родов мужем роженицы: мужчина симулирует родовые схватки, ложится в постель роженицы, принимает поздравления с благополучным для него исходом родов, нянчит ребёнка, переодевается в женскую одежду и тому подобное. Эта родовспомогательная магическая практика не является изолированным явлением, прослеживающимся лишь у одного или нескольких племён и народов; она была распространена во всех частях света и, видимо, отвечала некогда важным потребностям общества на определённом этапе его развития.
Отголоски кувады прослеживаются и в традициях восточных славян. В середине XIX века подобные обычаи ещё имели место в Орловской и Костромской губерниях Российской империи. В сельской местности чаще всего женщины рожали в нежилом помещении, например в бане. В предбаннике помещали лукошко с куриными яйцами (традиционным символом первоосновы жизни). Муж садился на лукошко, делая вид, будто высиживает яйца, и издавал крики, подражая роженице. Считается, что таким образом он отвлекал нечистую силу на себя, а для того чтобы введённые в заблуждение духи не набросились после этого на мать, в предбаннике развешивались куклы-обереги. Именно в них должна была вселиться не разобравшаяся нечисть. Новорождённого прятали в чулане, а мужчина создавал вид, что находится с младенцем, которого замещала спеленутая кукла. После крещения ребёнка кувадки сжигались. В России к концу XIX века подобные обычаи практически сошли на нет, но их отголоски прослеживаются в фольклоре и в куклах-закрутках кувадках. С этого времени куклы изменили свою функцию. Они стали развешиваться над колыбелью и превратились в забаву для детей, а также оберег для их защиты от злых духов. Связанные между собой 3-5 кувадок-подвесок применялись в качестве погремушки.

## Изготовление
Традиционно в качестве материала используют яркие, однотонные материалы. При изготовлении меньший прямоугольный кусок ткани (около 7 см) туго сворачивают в трубочку, являющуюся основой вытянутых рук куклы. По краям и посредине заготовки нитками производится три перетяжки. Туловище получается из более длинного прямоугольного лоскута ткани (около 16 см), который скручивается в менее тугой жгут. Он сгибается пополам, перекручивается и в месте сгиба (ниже «головы») через него продеваются «руки». После этого эти две части скрепляются между собой нитками, а кукла украшается кофтой и юбкой. Рекомендуется в качестве материала использовать натуральные материалы; так, по мнению историка театра и искусствоведа Бориса Голдовского, «тряпичные куклы сами по себе излучают добро, но когда сделаны из натуральных, а не современных синтетических тканей, да ещё по всем правилам, то куколка получается просто неотразимой».